# Elena Mărgărit
Elena Mărgărit-Niculescu (Timișoara, 25 ottobre 1936) è un'ex ginnasta rumena.

## Palmarès

### Olimpiadi
- 2 medaglie:
  - 2 bronzi (Melbourne 1956 a squadre; Roma 1960 a squadre)

### Mondiali
- 1 medaglia:
  - 1 bronzo (Mosca 1958 a squadre)